# Quarantainestation Didam

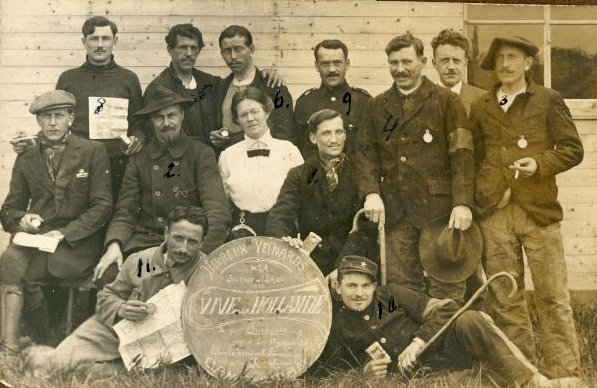
Ansichtkaart uit het Quarantainestation Didam

Het Quarantainestation in Didam was een van de vier quarantainestations in Oost-Nederland ten tijde van de Eerste Wereldoorlog. Het werd op 18 juni 1917 geopend naar aanleiding van de toestroom van gevluchte geallieerde krijgsgevangen uit Duitse gevangenenkampen zoals Friedrichtsfeld en Dülmen. In deze periode heersten veel besmettelijke ziektes en men wilde er zeker van zijn dat die niet zouden overslaan naar Nederland. 

## Leiding en bewoners
Het kamp stond onder leiding van G.J.B. Stork, dominee te Didam, en zijn vrouw was hoofd van de verpleging. De mensen verbleven een of twee weken. In de meeste gevallen werden ze daarna doorgestuurd naar een interneringskamp, omdat men nog niet gerepatrieerd kon worden. De meeste bewoners van het station waren Franse en Britse soldaten. Van hen werd bij aankomst een foto gemaakt, meestal samen met de heer en mevrouw Storks achter een groot rond bord met een patriottische tekst. Veel van de soldaten stuurden na terugkomst in hun vaderland een kaart naar de heer en mevrouw Stork om hen te bedanken voor de zorg en de vriendschap die ze ondervonden. Sommigen lieten ook vlak voor hun vertrek een boodschap of een eerbetoon achter.
Tijdens deze korte periode zijn acht soldaten overleden: vier Fransen, twee Britten, een Italiaan en een Belg. Hun overlijden is opgenomen in de burgerlijke stand van Didam. De twee Britten liggen begraven op de N.H. begraafplaats aan de Wilhelminastraat te Didam. Een van hen was geboren in Brits-Indië, zeevarende, moslim en woonde in Gössenheim (Duitsland). De andere was geboren in Essex en diende in het Gloucester regiment.
In totaal hebben ongeveer 2500 personen een onderdak gevonden in het station.

## Na de Eerste Wereldoorlog
Na de Eerste Wereldoorlog heeft dit kamp nog 10 jaar dienst gedaan als kinderkamp voor "bleekneusjes" uit de grote steden.